# Пограничное (Ленинградская область)
Пограничное (до 1948 — Лоуко, фин. Louko) — упразднённый посёлок на территории Селезнёвского сельского поселения Выборгского района Ленинградской области.

## Название
Зимой 1948 года деревне Лоуко было выбрано новое название — Пограничная. В обосновании было указано: «граничит с Финляндией».

## История

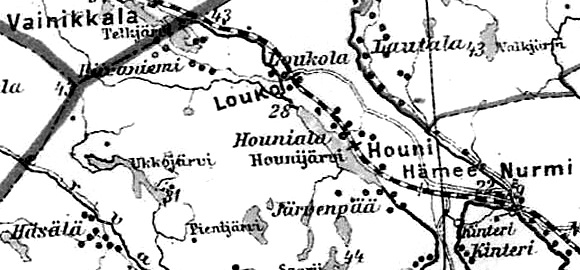
Деревня Лоуко на финской карте 1923 года

До 1939 года деревня Лоуко входила в состав волости Вахвиала Выборгской губернии Финляндской республики.
Согласно административным данным 1966 года посёлок Пограничное входил в состав Кравцовского сельсовета.
Согласно данным 1973 года посёлок Пограничное входил в состав Селезнёвского сельсовета.
Согласно данным 1990 года посёлок Пограничное в составе Выборгского района не значился.

## География
Посёлок находился в западной части района близ государственной границы с Финляндией у железнодорожной линии Октябрьской железной дороги направления Санкт-Петербург — Хельсинки.
Расстояние до ближайшей железнодорожной станции Лужайка — 9 км.